# Liste des anciennes communes de l'Ardèche
Cette page a pour objectif de retracer toutes les modifications communales dans le département de l'Ardèche : les anciennes communes qui ont existé depuis la Révolution française, ainsi que les créations, les modifications officielles de nom, ainsi que les échanges de territoires entre communes.
Comme dans tout le Sud-est du pays, le département de l'Ardèche compte aujourd'hui un nombre de communes sensiblement identique à celui qu'il était 200 ans plus tôt. En 1800, on dénombre 338 municipalités. Très vite, on regroupe celles d'entre elles qui sont les moins peuplées. Mais dès les années 1830, on assiste à des demandes de créations en 2 vagues successives : dans les années 1850, puis au début du XXe siècle. Le nombre maximum est alors atteint : en 1970, le département compte 349 communes. La loi Marcellin dans les années 1970, puis la loi NOTRe en 2010 n'ont eu qu'un timide succès ici, y compris en Ardèche montagneuse pourtant fortement dépeuplée. Aujourd'hui (au 1er janvier 2025), on trouve 335 communes dans le département de l'Ardèche.

## Fusions
| Nom de la nouvelle commune               | Communes réunies                         | Régime                                                  | Date (et nature) de la décision                    | Date d'effet                    |
| ---------------------------------------- | ---------------------------------------- | ------------------------------------------------------- | -------------------------------------------------- | ------------------------------- |
| Belsentes                                | Nonières                                 | commune nouvelle (avec communes déléguées)              | 12 décembre 2018 (Arrêté)                          | 1er janvier 2019                |
| Belsentes                                | Saint-Julien-Labrousse                   | commune nouvelle (avec communes déléguées)              | 12 décembre 2018 (Arrêté)                          | 1er janvier 2019                |
| Saint-Julien-d'Intres                    | Intres                                   | commune nouvelle (SANS communes déléguées)              | 12 décembre 2018 (Arrêté)                          | 1er janvier 2019                |
| Saint-Julien-d'Intres                    | Saint-Julien-Boutières                   | commune nouvelle (SANS communes déléguées)              | 12 décembre 2018 (Arrêté)                          | 1er janvier 2019                |
| Saint-Laurent-les-Bains- Laval-d'Aurelle | Saint-Laurent-les-Bains                  | commune nouvelle (avec communes déléguées)              | 29 octobre 2018 (Arrêté) 23 novembre 2018 (Arrêté) | 1er janvier 2019                |
| Saint-Laurent-les-Bains- Laval-d'Aurelle | Laval-d'Aurelle                          | commune nouvelle (avec communes déléguées)              | 29 octobre 2018 (Arrêté) 23 novembre 2018 (Arrêté) | 1er janvier 2019                |
| Vallées-d'Antraigues-Asperjoc            | Antraigues-sur-Volane                    | commune nouvelle (avec communes déléguées)              | 29 octobre 2018 (Arrêté) 23 novembre 2018 (Arrêté) | 1er janvier 2019                |
| Vallées-d'Antraigues-Asperjoc            | Asperjoc                                 | commune nouvelle (avec communes déléguées)              | 29 octobre 2018 (Arrêté) 23 novembre 2018 (Arrêté) | 1er janvier 2019                |
| Malarce-sur-la-Thines                    | Malarce                                  | fusion simple                                           | 13 juin 1975 (Arrêté)                              | 1er juillet 1975                |
| Malarce-sur-la-Thines                    | Lafigère                                 | fusion simple                                           | 13 juin 1975 (Arrêté)                              | 1er juillet 1975                |
| Malarce-sur-la-Thines                    | Thines                                   | fusion simple                                           | 13 juin 1975 (Arrêté)                              | 1er juillet 1975                |
| Berrias-et-Casteljau                     | Berrias                                  | fusion association                                      | 4 juin 1975 (Arrêté)                               | 1er juillet 1975                |
| Berrias-et-Casteljau                     | Casteljau                                | fusion association                                      | 4 juin 1975 (Arrêté)                               | 1er juillet 1975                |
| Saint-Pierre-Saint-Jean                  | Saint-Pierre-le-Déchausselat             | fusion association                                      | 16 mai 1975 (Arrêté)                               | 1er juillet 1975                |
| Saint-Pierre-Saint-Jean                  | Saint-Jean-de-Pourcharesse               | fusion association                                      | 16 mai 1975 (Arrêté)                               | 1er juillet 1975                |
| Largentière                              | Largentière                              | fusion association (dissoute en 1989)                   | 18 octobre 1974 (Arrêté)                           | 1er décembre 1974               |
| Largentière                              | Tauriers (commune rétablie en 1989)      | fusion association (dissoute en 1989)                   | 18 octobre 1974 (Arrêté)                           | 1er décembre 1974               |
| Saint-Martin-sur-Lavezon                 | Saint-Martin-le-Supérieur                | fusion association (fusion simple depuis le 24-12-2004) | 26 juillet 1974 (Arrêté),                          | 1er octobre 1974                |
| Saint-Martin-sur-Lavezon                 | Saint-Martin-l'Inférieur                 | fusion association (fusion simple depuis le 24-12-2004) | 26 juillet 1974 (Arrêté),                          | 1er octobre 1974                |
| Saint-Agrève                             | Saint-Agrève                             | fusion simple                                           | 7 juin 1973 (Arrêté)                               | 1er juillet 1973                |
| Saint-Agrève                             | Le Pouzat                                | fusion simple                                           | 7 juin 1973 (Arrêté)                               | 1er juillet 1973                |
| Les Vans                                 | Les Vans                                 | fusion association                                      | 4 juin 1973 (Arrêté)                               | 1er juillet 1973                |
| Les Vans                                 | Brahic                                   | fusion association                                      | 4 juin 1973 (Arrêté)                               | 1er juillet 1973                |
| Les Vans                                 | Chassagnes                               | fusion association                                      | 4 juin 1973 (Arrêté)                               | 1er juillet 1973                |
| Les Vans                                 | Naves                                    | fusion association                                      | 4 juin 1973 (Arrêté)                               | 1er juillet 1973                |
| Saint-Alban-Auriolles                    | Saint-Alban-sous-Sampzon                 | fusion association (fusion simple depuis le 1-9-2002)   | 12 septembre 1972 (Arrêté)                         | 1er octobre 1972                |
| Saint-Alban-Auriolles                    | Auriolles                                | fusion association (fusion simple depuis le 1-9-2002)   | 12 septembre 1972 (Arrêté)                         | 1er octobre 1972                |
| Chomérac                                 | Chomérac                                 | fusion                                                  | 28 décembre 1825 (Ordonnance)                      | 28 décembre 1825 (Ordonnance)   |
| Chomérac                                 | Saint-Bauzile (commune rétablie en 1852) | fusion                                                  | 28 décembre 1825 (Ordonnance)                      | 28 décembre 1825 (Ordonnance)   |
| Rompon                                   | Rompon                                   | fusion                                                  | 28 décembre 1825 (Ordonnance)                      | 28 décembre 1825 (Ordonnance)   |
| Rompon                                   | Creyssac                                 | fusion                                                  | 28 décembre 1825 (Ordonnance)                      | 28 décembre 1825 (Ordonnance)   |
| Saint-Lager-Bressac                      | Saint-Lager                              | fusion                                                  | 28 décembre 1825 (Ordonnance)                      | 28 décembre 1825 (Ordonnance)   |
| Saint-Lager-Bressac                      | Bressac                                  | fusion                                                  | 28 décembre 1825 (Ordonnance)                      | 28 décembre 1825 (Ordonnance)   |
| Saint-Marcel-de-Crussol                  | Saint-Marcel-de-Crussol                  | fusion                                                  | 5 octobre 1825 (Ordonnance)                        | 5 octobre 1825 (Ordonnance)     |
| Saint-Marcel-de-Crussol                  | Saint-Georges                            | fusion                                                  | 5 octobre 1825 (Ordonnance)                        | 5 octobre 1825 (Ordonnance)     |
| Vallon                                   | Vallon                                   | fusion                                                  | 23 septembre 1825 (Ordonnance)                     | 23 septembre 1825 (Ordonnance)  |
| Vallon                                   | Chames                                   | fusion                                                  | 23 septembre 1825 (Ordonnance)                     | 23 septembre 1825 (Ordonnance)  |
| Rosières                                 | Rosières                                 | fusion                                                  | 1er septembre 1825 (Ordonnance)                    | 1er septembre 1825 (Ordonnance) |
| Rosières                                 | Haut-Balbiac                             | fusion                                                  | 1er septembre 1825 (Ordonnance)                    | 1er septembre 1825 (Ordonnance) |
| Saint-Laurent-du-Pape                    | Saint-Laurent-du-Pape                    | fusion                                                  | 12 septembre 1821 (Ordonnance)                     | 12 septembre 1821 (Ordonnance)  |
| Saint-Laurent-du-Pape                    | Royas                                    | fusion                                                  | 12 septembre 1821 (Ordonnance)                     | 12 septembre 1821 (Ordonnance)  |
| Saint-Barthélemy-le-Pin                  | Saint-Barthélemy-le-Pin                  | fusion                                                  | 1801                                               | 1801                            |
| Saint-Barthélemy-le-Pin                  | Grozon                                   | fusion                                                  | 1801                                               | 1801                            |
| Cheminas                                 | Cheminas                                 | fusion                                                  | 1800                                               | 1800                            |
| Cheminas                                 | Ceintres                                 | fusion                                                  | 1800                                               | 1800                            |
| Le Crestet                               | Le Crestet                               | fusion                                                  | 1800                                               | 1800                            |
| Le Crestet                               | Monteil                                  | fusion                                                  | 1800                                               | 1800                            |
| Gilhoc                                   | Gilhoc                                   | fusion                                                  | 1800                                               | 1800                            |
| Gilhoc                                   | Solignac                                 | fusion                                                  | 1800                                               | 1800                            |
| Grospierres                              | Grospierres                              | fusion                                                  | 1800                                               | 1800                            |
| Grospierres                              | Comps                                    | fusion                                                  | 1800                                               | 1800                            |
| Saint-Alban-en-Montagne                  | Saint-Alban-en-Montagne                  | fusion                                                  | 1800                                               | 1800                            |
| Saint-Alban-en-Montagne                  | Concoules                                | fusion                                                  | 1800                                               | 1800                            |
| Saint-Basile                             | Saint-Basile                             | fusion                                                  | 1798                                               | 1798                            |
| Saint-Basile                             | Mounens-et-Cluac                         | fusion                                                  | 1798                                               | 1798                            |
| Aubenas                                  | Aubenas                                  | fusion                                                  | 1792                                               | 1792                            |
| Aubenas                                  | Saint-Pierre-le-Vieux                    | fusion                                                  | 1792                                               | 1792                            |
| Lamastre                                 | Lamastre                                 | fusion                                                  | 1791,                                              | 1791,                           |
| Lamastre                                 | Macheville                               | fusion                                                  | 1791,                                              | 1791,                           |
| Lamastre                                 | Retourtour                               | fusion                                                  | 1791,                                              | 1791,                           |
| Annonay                                  | Annonay                                  | fusion                                                  | 1791                                               | 1791                            |
| Annonay                                  | Toissieu                                 | fusion                                                  | 1791                                               | 1791                            |
| Saint-Symphorien-de-Mahun                | Saint-Symphorien-de-Mahun                | fusion                                                  | 1791                                               | 1791                            |
| Saint-Symphorien-de-Mahun                | Veyrines                                 | fusion                                                  | 1791                                               | 1791                            |
| Cellier-du-Luc                           | Cellier-du-Luc                           | fusion                                                  | 1790-1794                                          | 1790-1794                       |
| Cellier-du-Luc                           | La Vilatelle                             | fusion                                                  | 1790-1794                                          | 1790-1794                       |
| Chames                                   | Chames                                   | fusion                                                  | 1790-1794                                          | 1790-1794                       |
| Chames                                   | Saint-Martin-d'Arc                       | fusion                                                  | 1790-1794                                          | 1790-1794                       |
| Le Cheylard                              | Le Cheylard                              | fusion                                                  | 1790-1794                                          | 1790-1794                       |
| Le Cheylard                              | Arric                                    | fusion                                                  | 1790-1794                                          | 1790-1794                       |
| Coucouron                                | Coucouron                                | fusion                                                  | 1790-1794                                          | 1790-1794                       |
| Coucouron                                | Villesèche                               | fusion                                                  | 1790-1794                                          | 1790-1794                       |
| Cros-de-Géorand                          | Cros                                     | fusion                                                  | 1790-1794                                          | 1790-1794                       |
| Cros-de-Géorand                          | Géorand                                  | fusion                                                  | 1790-1794                                          | 1790-1794                       |
| Laboule                                  | Laboule                                  | fusion                                                  | 1790-1794                                          | 1790-1794                       |
| Laboule                                  | Valos                                    | fusion                                                  | 1790-1794                                          | 1790-1794                       |
| Laveyrune                                | Laveyrune                                | fusion                                                  | 1790-1794                                          | 1790-1794                       |
| Laveyrune                                | Regloton                                 | fusion                                                  | 1790-1794                                          | 1790-1794                       |
| Laveyrune                                | Serres                                   | fusion                                                  | 1790-1794                                          | 1790-1794                       |
| Lavillatte                               | Lavillatte                               | fusion                                                  | 1790-1794                                          | 1790-1794                       |
| Lavillatte                               | Belvezet                                 | fusion                                                  | 1790-1794                                          | 1790-1794                       |
| Lyas                                     | Lyas                                     | fusion                                                  | 1790-1794                                          | 1790-1794                       |
| Lyas                                     | Tournon (canton de Privas)               | fusion                                                  | 1790-1794                                          | 1790-1794                       |
| Mazan                                    | Mazan                                    | fusion                                                  | 1790-1794                                          | 1790-1794                       |
| Mazan                                    | Mazeiras                                 | fusion                                                  | 1790-1794                                          | 1790-1794                       |
| Mounens-et-Cluac                         | Mounens                                  | fusion                                                  | 1790-1794                                          | 1790-1794                       |
| Mounens-et-Cluac                         | Cluac                                    | fusion                                                  | 1790-1794                                          | 1790-1794                       |
| Rochecolombe                             | Rochecolombe                             | fusion                                                  | 1790-1794                                          | 1790-1794                       |
| Rochecolombe                             | Sauveplantade                            | fusion                                                  | 1790-1794                                          | 1790-1794                       |
| Saint-Étienne-de-Lugdarès                | Saint-Étienne-de-Lugdarès                | fusion                                                  | 1790-1794                                          | 1790-1794                       |
| Saint-Étienne-de-Lugdarès                | Doulay                                   | fusion                                                  | 1790-1794                                          | 1790-1794                       |
| Saint-Sylvestre                          | Saint-Sylvestre                          | fusion                                                  | 1790                                               | 1790                            |
| Saint-Sylvestre                          | Saint-Martin-de-Galezas                  | fusion                                                  | 1790                                               | 1790                            |
| Sagnes-et-Goudoulet                      | Les Sagnes                               | fusion                                                  | 1790-1794                                          | 1790-1794                       |
| Sagnes-et-Goudoulet                      | Goudoulet                                | fusion                                                  | 1790-1794                                          | 1790-1794                       |
| Le Teil                                  | Le Teil                                  | fusion                                                  | 1790-1794                                          | 1790-1794                       |
| Le Teil                                  | Melas                                    | fusion                                                  | 1790-1794                                          | 1790-1794                       |
| Thueyts                                  | Thueyts                                  | fusion                                                  | 1790-1794                                          | 1790-1794                       |
| Thueyts                                  | Chadenac                                 | fusion                                                  | 1790-1794                                          | 1790-1794                       |
| Thueyts                                  | Serrecourt                               | fusion                                                  | 1790-1794                                          | 1790-1794                       |
| Usclades-et-Rieutord                     | Usclades                                 | fusion                                                  | 1790-1794                                          | 1790-1794                       |
| Usclades-et-Rieutord                     | Rieutord                                 | fusion                                                  | 1790-1794                                          | 1790-1794                       |

## Créations et rétablissements
| Nom de la commune créée   | Commune affectée           | Mode de création              | Date (et nature) de la décision | Date d'effet                  |
| ------------------------- | -------------------------- | ----------------------------- | ------------------------------- | ----------------------------- |
| Tauriers                  | Largentière                | Démembrement (rétablissement) | 22 décembre 1988 (Arrêté)       | 1er janvier 1989              |
| Le Lac-d'Issarlès         | Issarlès                   | Démembrement                  | 22 mars 1929 (Loi)              | 22 mars 1929 (Loi)            |
| Beauvène                  | Gluiras                    | Démembrement                  | 15 mars 1924 (Loi)              | 15 mars 1924 (Loi)            |
| Barnas                    | Thueyts                    | Démembrement                  | 31 mars 1913 (Loi)              | 31 mars 1913 (Loi)            |
| Albon-d'Ardèche           | Marcols-les-Eaux           | Démembrement                  | 20 mars 1912 (Loi)              | 20 mars 1912 (Loi)            |
| Intres                    | Saint-Julien-Boutières     | Démembrement                  | 25 juin 1911 (Loi)              | 25 juin 1911 (Loi)            |
| Dunière                   | Les Ollières               | Démembrement                  | 18 novembre 1907 (Loi)          | 18 novembre 1907 (Loi)        |
| Astet                     | Mayres                     | Démembrement                  | 12 juillet 1907 (Loi)           | 12 juillet 1907 (Loi)         |
| Le Chambon                | Saint-Andéol-de-Fourchades | Démembrement                  | 23 juin 1904 (Loi)              | 23 juin 1904 (Loi)            |
| Lalevade-d'Ardèche        | Nieigles                   | Démembrement et suppression   | 15 décembre 1903 (Loi)          | 15 décembre 1903 (Loi)        |
| Pont-de-Labeaume          | Nieigles                   | Démembrement et suppression   | 15 décembre 1903 (Loi)          | 15 décembre 1903 (Loi)        |
| Issanlas                  | Mazan                      | Démembrement (rétablissement) | 28 mars 1899 (Loi)              | 28 mars 1899 (Loi)            |
| La Rochette               | Borée                      | Démembrement                  | 10 mai 1856 (Loi)               | 10 mai 1856 (Loi)             |
| Chirols                   | Meyras                     | Démembrement                  | 22 juin 1854 (Loi)              | 22 juin 1854 (Loi)            |
| Péreyres                  | Burzet                     | Démembrement                  | 18 avril 1854 (Décret)          | 18 avril 1854 (Décret)        |
| Saint-Bauzile             | Chomérac                   | Démembrement (rétablissement) | 8 mai 1852 (Décret)             | 8 mai 1852 (Décret)           |
| Le Plagnal                | Saint-Étienne-de-Lugdarès  | Démembrement                  | 8 mars 1851 (Loi)               | 8 mars 1851 (Loi)             |
| Saint-Joseph-des-Bancs    | Genestelle                 | Démembrement                  | 20 juillet 1850 (Loi)           | 20 juillet 1850 (Loi)         |
| Lanas                     | Saint-Maurice-et-Lanas     | Démembrement et suppression   | 5 juin 1846 (Loi)               | 5 juin 1846 (Loi)             |
| Saint-Maurice-d'Ardèche   | Saint-Maurice-et-Lanas     | Démembrement et suppression   | 5 juin 1846 (Loi)               | 5 juin 1846 (Loi)             |
| Labastide                 | Juvinas                    | Démembrement                  | 9 juillet 1845 (Loi)            | 9 juillet 1845 (Loi)          |
| Laviolle                  | Antraigues                 | Démembrement                  | 21 février 1841 (Ordonnance)    | 21 février 1841 (Ordonnance)  |
| Labégude                  | Mercuer                    | Démembrement                  | 8 septembre 1835 (Ordonnance)   | 8 septembre 1835 (Ordonnance) |
| Saint-Paul-le-Jeune       | Banne                      | Démembrement                  | 21 mars 1832 (Ordonnance)       | 21 mars 1832 (Ordonnance)     |
| Auriolles                 | Labeaume                   | Démembrement                  | 1800                            | 1800                          |
| Beauchastel               | Pierregourde               | Démembrement                  | 1790                            | 1790                          |
| Gilhac-et-Bruzac          | Pierregourde               | Démembrement                  | 1790                            | 1790                          |
| Comps                     | Grospierres                | Démembrement                  | 1790                            | 1790                          |
| Glun                      | Mauves                     | Démembrement                  | 1790                            | 1790                          |
| Grozon                    | Gilhoc                     | Démembrement                  | 1790                            | 1790                          |
| Haut-Balbiac              | Rosières                   | Démembrement                  | 1790                            | 1790                          |
| Laboule                   | Valgorge                   | Démembrement                  | 1790                            | 1790                          |
| Lamastre                  | Macheville                 | Démembrement                  | 1790                            | 1790                          |
| Lanarce                   | Coucouron                  | Démembrement                  | 1790                            | 1790                          |
| Mazan                     | Saint-Cirgues-en-Montagne  | Démembrement                  | 1790                            | 1790                          |
| Montréal                  | Laurac                     | Démembrement                  | 1790                            | 1790                          |
| Rocher                    | Joannas                    | Démembrement                  | 1790                            | 1790                          |
| Saint-Genest-de-Beauzon   | Faugères                   | Démembrement                  | 1790                            | 1790                          |
| Saint-Jacques-d'Atticieux | Brossainc                  | Démembrement                  | 1790                            | 1790                          |
| Tauriers                  | Chassiers                  | Démembrement                  | 1790                            | 1790                          |
| Usclades                  | Sainte-Eulalie             | Démembrement                  | 1790                            | 1790                          |

## Modifications de nom officiel
| Ancien nom                  | Nouveau nom                    | Date (et nature) de la décision                                      |
| --------------------------- | ------------------------------ | -------------------------------------------------------------------- |
| Saint-Gineis-en-Coiron      | Saint-Gineys-en-Coiron         | 26 février 2020 (Décret)                                             |
| Saint-Just                  | Saint-Just-d'Ardèche           | 22 mars 2011 (Décret)                                                |
| Saint-Montant               | Saint-Montan                   | 10 avril 2002 (Décret)                                               |
| Albon                       | Albon-d'Ardèche                | 1er janvier 2001 (date d'effet) Rectifications d'erreurs par l'INSEE |
| Dunières-sur-Eyrieux        | Dunière-sur-Eyrieux            | 1er janvier 2001 (date d'effet) Rectifications d'erreurs par l'INSEE |
| Saint-Barthélemy-le-Pin     | Saint-Barthélemy-Grozon        | 6 novembre 1995 (Décret)                                             |
| Labastide-de-Juvinas        | Labastide-sur-Bésorgues        | 26 mars 1993 (Décret)                                                |
| Guilherand                  | Guilherand-Granges             | 13 décembre 1991 (Décret)                                            |
| Antraigues                  | Antraigues-sur-Volane          | 16 août 1989 (Décret)                                                |
| Tournon                     | Tournon-sur-Rhône              | 10 mars 1988 (Décret)                                                |
| Alba                        | Alba-la-Romaine                | 30 mai 1986 (Décret)                                                 |
| Bosas                       | Bozas                          | 16 janvier 1985 (Décret)                                             |
| Gilhoc                      | Gilhoc-sur-Ormèze              | 9 février 1968 (Décret)                                              |
| Laurac                      | Laurac-en-Vivarais             | 27 mars 1961 (Décret)                                                |
| Montpezat                   | Montpezat-sous-Bauzon          | 2 août 1956 (Décret)                                                 |
| Usclades                    | Usclades-et-Rieutord           | 2 août 1956 (Décret)                                                 |
| Vernoux                     | Vernoux-en-Vivarais            | 2 août 1956 (Décret)                                                 |
| Labastide                   | Labastide-de-Juvinas           | 18 janvier 1956 (Décret)                                             |
| Saint-Symphorien            | Saint-Symphorien-sous-Chomérac | 18 janvier 1956 (Décret)                                             |
| Mazan                       | Mazan-l'Abbaye                 | 24 mai 1954 (Décret)                                                 |
| Vallon                      | Vallon-Pont-d'Arc              | 22 septembre 1948 (Décret)                                           |
| Orgnac                      | Orgnac-l'Aven                  | 14 avril 1940 (Décret)                                               |
| Saint-Barthélemy-le-Plein   | Saint-Barthélemy-le-Plain      | 19 avril 1939 (Décret)                                               |
| Les Ollières                | Les Ollières-sur-Eyrieux       | 3 décembre 1936 (Décret)                                             |
| Charmes                     | Charmes-sur-Rhône              | 29 mars 1934 (Décret)                                                |
| Saint-Fortunat              | Saint-Fortunat-sur-Eyrieux     | 27 juillet 1931 (Décret)                                             |
| Dunière                     | Dunière-sur-Eyrieux            | 23 juillet 1927 (Décret)                                             |
| Saint-André-des-Effangeas   | Saint-André-en-Vivarais        | 26 septembre 1926 (Décret)                                           |
| Arras                       | Arras-sur-Rhône                | 25 juillet 1925 (Décret)                                             |
| Saint-Andéol-de-Bourlenc    | Saint-Andéol-de-Vals           | 22 novembre 1923 (Décret)                                            |
| Saint-Pierre-des-Macchabées | Saint-Pierre-sur-Doux          | 4 août 1922 (Décret)                                                 |
| Vernosc                     | Vernosc-lès-Annonay            | 15 juillet 1920 (Décret)                                             |
| Saint-Romain-le-Désert      | Mars                           | 18 décembre 1909 (Décret)                                            |
| Saint-Félix-de-Châteauneuf  | Châteauneuf-de-Vernoux         | 1er décembre 1909 (Décret)                                           |
| Marcols                     | Marcols-les-Eaux               | 6 août 1906 (Décret)                                                 |
| Aps                         | Alba                           | 20 novembre 1903 (Décret)                                            |
| Boulieu                     | Boulieu-lès-Annonay            | 7 janvier 1900 (Décret)                                              |
| Saint-Michel-le-Rance       | Saint-Michel-d'Aurance         | 19 octobre 1894 (Décret)                                             |
| La Voulte                   | La Voulte-sur-Rhône            | 21 juillet 1890 (Décret)                                             |
| Saint-Didier-de-Crussol     | Alboussière                    | 8 novembre 1880 (Décret)                                             |
| Vals                        | Vals-les-Bains                 | 11 mai 1878 (Décret)                                                 |
| Saint-Marcel-de-Crussol     | Saint-Georges-les-Bains        | 18 février 1860 (Décret)                                             |
| Boulogne                    | Saint-Michel-de-Boulogne       | 1811                                                                 |

## Modifications de limites communales
Le plus souvent, les modifications des limites communales décidées par arrêtés préfectoraux ne sont pas répertoriées dans le Journal officiel, ni dans le Bulletin officiel.
| La commune de...                                | ...cède du territoire à la commune de...        | Précisions | Date (et nature) de la décision            |
| ----------------------------------------------- | ----------------------------------------------- | --- | ------------------------------------------ |
| Saint-Jean-Roure                                | Le Pouzat                                       | 13 habitants Superficie de 14 ha 1 a 76 ca | 14 février 1966 (Décret)                   |
| Saint-Péray                                     | Guilherand                                      | 775 habitants Quartier de Granges-lès-Valence | 1er mai 1960 (Arrêté) 18 mai 1960 (Arrêté) |
| Roiffieux                                       | Annonay                                         | Terrain de Bernaudin Superficie de 6 ha 2 a 60 ca                                                                                                 | 6 janvier 1956 (Arrêté)                    |
| Saint-Cirgues-de-Prades                         | Lentillères                                     | Hameau de Lavalette | 10 mai 1954 (Décret)                       |
| Silhac                                          | Chalencon                                       | | 19 décembre 1945 (Décret)                  |
| La Roche-de-Glun (département de la Drôme)      | Mauves                                          | Section des Pierrelles | 26 mars 1938 (Loi)                         |
| Mayres                                          | Barnas                                          | Section de Lamothe | 24 août 1928 (Décret)                      |
| Gluiras                                         | Saint-Sauveur-de-Montagut                       | | 29 janvier 1908 (Décret)                   |
| Silhac                                          | Chalencon                                       | | 25 avril 1900 (Décret)                     |
| Saint-Montant                                   | Donzère (département de la Drôme)               | Îles du Bayard, de Margerie, Chastellas, Calameau et de la Conférence                                                                             | 17 avril 1867 (Loi)                        |
| Bourg-Saint-Andéol                              | Donzère (département de la Drôme)               | Îles du Bayard, de Margerie, Chastellas, Calameau et de la Conférence                                                                             | 17 avril 1867 (Loi)                        |
| Berrias                                         | Casteljau                                       | Hameaux du Pouget et de la Rouveyrolle | 7 mars 1866 (Loi)                          |
| Darbres                                         | Saint-Gineys-en-Coiron                          | | 28 mai 1859 (Loi)                          |
| Accons                                          | Dornas                                          | Hameaux de Cros et de Molines | 10 mai 1856 (Loi)                          |
| Aizac                                           | Labastide                                       | | 9 juillet 1852 (Loi)                       |
| Les Vastres (département de la Haute-Loire)     | Saint-Julien-Boutières                          | | 28 juin 1847 (Loi)                         |
| Saint-Agrève Devesset                           | Devesset Saint-Agrève                           | | 25 juillet 1839 (Loi)                      |
| Saint-Alban-en-Montagne                         | Lespéron                                        | Village de Concoules | juin 1829                                  |
| Le Pouzin                                       | Loriol (département de la Drôme)                | Limite fixée par le milieu du Rhône. En conséquence, les terrains réclamés en rive gauche sont rattachés aux communes du département de la Drôme. | 17 mars 1809 (Décret)                      |
| Champagne                                       | Albon (département de la Drôme)                 | Limite fixée par le milieu du Rhône. En conséquence, les terrains réclamés en rive gauche sont rattachés aux communes du département de la Drôme. | 17 mars 1809 (Décret)                      |
| Saint-Marcel                                    | Pierrelatte (département de la Drôme)           | Limite fixée par le milieu du Rhône. En conséquence, les terrains réclamés en rive gauche sont rattachés aux communes du département de la Drôme. | 17 mars 1809 (Décret)                      |
| Bourg-Saint-Andéol                              | Pierrelatte (département de la Drôme)           | Limite fixée par le milieu du Rhône. En conséquence, les terrains réclamés en rive gauche sont rattachés aux communes du département de la Drôme. | 17 mars 1809 (Décret)                      |
| Meysse                                          | Savasse (département de la Drôme)               | Limite fixée par le milieu du Rhône. En conséquence, les terrains réclamés en rive gauche sont rattachés aux communes du département de la Drôme. | 17 mars 1809 (Décret)                      |
| Cruas                                           | Tulette (département de la Drôme)               | Limite fixée par le milieu du Rhône. En conséquence, les terrains réclamés en rive gauche sont rattachés aux communes du département de la Drôme. | 17 mars 1809 (Décret)                      |
| Charmes                                         | Étoile (département de la Drôme)                | Limite fixée par le milieu du Rhône. En conséquence, les terrains réclamés en rive gauche sont rattachés aux communes du département de la Drôme. | 17 mars 1809 (Décret)                      |
| Beauchastel                                     | Étoile (département de la Drôme)                | Limite fixée par le milieu du Rhône. En conséquence, les terrains réclamés en rive gauche sont rattachés aux communes du département de la Drôme. | 17 mars 1809 (Décret)                      |
| La Voulte                                       | Livron (département de la Drôme)                | Limite fixée par le milieu du Rhône. En conséquence, les terrains réclamés en rive gauche sont rattachés aux communes du département de la Drôme. | 17 mars 1809 (Décret)                      |
| Mauves                                          | La Roche-de-Glun (département de la Drôme)      | Limite fixée par le milieu du Rhône. En conséquence, les terrains réclamés en rive gauche sont rattachés aux communes du département de la Drôme. | 17 mars 1809 (Décret)                      |
| Glun                                            | La Roche-de-Glun (département de la Drôme)      | Limite fixée par le milieu du Rhône. En conséquence, les terrains réclamés en rive gauche sont rattachés aux communes du département de la Drôme. | 17 mars 1809 (Décret)                      |
| Rochemaure                                      | Ancône (département de la Drôme)                | Limite fixée par le milieu du Rhône. En conséquence, les terrains réclamés en rive gauche sont rattachés aux communes du département de la Drôme. | 17 mars 1809 (Décret)                      |
| Baix                                            | Mirmande (département de la Drôme)              | Limite fixée par le milieu du Rhône. En conséquence, les terrains réclamés en rive gauche sont rattachés aux communes du département de la Drôme. | 17 mars 1809 (Décret)                      |
| Viviers                                         | Châteauneuf-du-Rhône (département de la Drôme)  | Limite fixée par le milieu du Rhône. En conséquence, les terrains réclamés en rive gauche sont rattachés aux communes du département de la Drôme. | 17 mars 1809 (Décret)                      |
| Labastide-de-Virac Barjac (département du Gard) | Barjac (département du Gard) Labastide-de-Virac | | 6 juin 1805 (Décret) (17 prairial an 13)   |

## Communes associées
Liste des communes ayant, ou ayant eu (en italique), à la suite d'une fusion, le statut de commune associée.
| Nom de la commune          | Code INSEE | Fusion-association                      | Fusion-association | Fusion-association           | Fusion-association                       | D - Défusion ou F - transformation de l'association en fusion simple | D - Défusion ou F - transformation de l'association en fusion simple | D - Défusion ou F - transformation de l'association en fusion simple |
| Nom de la commune          | Code INSEE | date de la décision                     | date d'effet       | commune absorbante           | nom de la commune résultant de la fusion | D/F                                                                  | date de la décision                                                  | date d'effet                                                         |
| -------------------------- | ---------- | --------------------------------------- | ------------------ | ---------------------------- | ---------------------------------------- | -------------------------------------------------------------------- | -------------------------------------------------------------------- | -------------------------------------------------------------------- |
| Casteljau                  | 07046      | Arrêté préfectoral du 4 juin 1975       | 1er juillet 1975   | Berrias                      | Berrias-et-Casteljau                     |                                                                      |                                                                      |                                                                      |
| Tauriers                   | 07318      | Arrêté préfectoral du 18 octobre 1974   | 1er décembre 1974  | Largentière                  | Largentière                              | D                                                                    | Arrêté préfectoral du 22 décembre 1988                               | 1er janvier 1989                                                     |
| Auriolles                  | 07021      | Arrêté préfectoral du 12 septembre 1972 | 1er octobre 1972   | Saint-Alban-sous-Sampzon     | Saint-Alban-Auriolles                    | F                                                                    | Arrêté préfectoral du 5 août 2002                                    | 1er septembre 2002                                                   |
| Saint-Martin-l'Inférieur   | 07271      | Arrêté préfectoral du 26 juillet 1974   | 1er octobre 1974   | Saint-Martin-le-Supérieur    | Saint-Martin-sur-Lavezon                 |                                                                      |                                                                      |                                                                      |
| Saint-Jean-de-Pourcharesse | 07246      | Arrêté préfectoral du 16 mai 1975       | 1er juillet 1975   | Saint-Pierre-le-Déchausselat | Saint-Pierre-Saint-Jean                  |                                                                      |                                                                      |                                                                      |
| Brahic                     | 07043      | Arrêté préfectoral du 4 juin 1973       | 1er juillet 1973   | Les Vans                     | Les Vans                                 |                                                                      |                                                                      |                                                                      |
| Chassagnes                 | 07057      | Arrêté préfectoral du 4 juin 1973       | 1er juillet 1973   | Les Vans                     | Les Vans                                 |                                                                      |                                                                      |                                                                      |
| Naves                      | 07164      | Arrêté préfectoral du 4 juin 1973       | 1er juillet 1973   | Les Vans                     | Les Vans                                 |                                                                      |                                                                      |                                                                      |